# シシリアン (1969年の映画)
『シシリアン』（仏： Le Clan des Siciliens）は、1969年のフランス映画である。原作は犯罪小説家オーギュスト・ル=ブルトン。主演：ジャン・ギャバン、アラン・ドロン。監督：アンリ・ヴェルヌイユによるフィルム・ノワールである。主演俳優らによる英語吹き替え版（題名The Sicilian Clan）も存在するため、ドロンの役名は英語読みでサーテットと表記される場合もある。

## ストーリー
通称“五月の蠅”こと一匹狼の殺し屋サルテ（アラン・ドロン）は、シシリアン・マフィア組長のヴィットリオ・マナレーゼ（ジャン・ギャバン）の力を借りて刑務所から脱獄した。パリに潜伏したサルテは、マナレーゼの息子アルドの妻であるジャンヌ（イリナ・デミック）と恋仲になる。
マナレーゼは、サルテが持ちかけた宝石の強奪話に乗り、ニューヨーク・マフィア組長のトニー・ニコシアを仲間に引き入れた。宝石展の展示物を、アメリカへの空輸中に飛行機から奪うという大胆な計画は、見事に成功した。
老齢のマナレーゼは、この仕事を最後に勇退し、故郷のシシリー島に戻る予定だった。しかし、サルテとジャンヌの不倫が、ファミリーの知るところとなった。マナレーゼはサルテをパリに呼び戻し、殺害する計画を立てるが、ジャンヌの機転でサルテは危機を回避した。
空港でサルテを待ち伏せたマナレーゼの息子たちは、情報を得たル・ゴフ警部（リノ・ヴァンチュラ）に逮捕された。一人残されたマナレーゼは、宝石強奪の分け前を渡すという口実でサルテを呼び出した。しかし、サルテへの復讐を果たしたマナレーゼを待っていたのは、逮捕という結末だけだった。

## キャスト
| 役名                     | 俳優                   | 日本語吹替 |
| 役名                     | 俳優                   | 東京12ch版 |
| ------------------------ | ---------------------- | --- |
| ヴィットリオ・マナレーゼ | ジャン・ギャバン       | 森山周一郎 |
| ロジェ・サルテ           | アラン・ドロン         | 野沢那智 |
| ル・ゴフ警部             | リノ・ヴァンチュラ     | 田口計 |
| ジャンヌ                 | イリナ・デミック       | 藤波京子 |
| トニー・ニコシア         | アメデオ・ナザーリ     | 寺島幹夫 |
| セルジオ・マナレーゼ     | マルク・ポレル         | 納谷六朗 |
| アルド・マナレーゼ       | イブ・ルフェーブル     | 森川公也 |
| ジャック                 | シドニー・チャップリン | 渡部猛 |
| 不明 その他              |                        | 芝田清子 稲葉まつ子 藤原登紀子 白川澄子 朝戸鉄也 糸博 友近恵子 浅井淑子 加藤精三 伊藤弘一 石丸博也 桑原たけし 平林尚三 増岡弘 西尾徳 |
|                          |                        | |
| 演出                     | 演出                   | 田島荘三 |
| 翻訳                     |                        | |
| 効果                     |                        | |
| 調整                     | 調整                   | 杉原日出弥 |
| 制作                     | 制作                   | トランスグローバル |
| 解説                     | 解説                   | 南俊子 |
| 初回放送                 | 初回放送               | 1974年4月4日 『木曜洋画劇場』※正味約92分                                                                                             |